# آدیداس برازوکا
آدیداس برازوکا توپ بازی رسمی جام جهانی فوتبال ۲۰۱۴ است که در برزیل برگزار شد. این توپ توسط شرکت آدیداس و کمپانی تحت حمایت فیفا ساخته شد و در سیالکوت، پاکستان تولید شده است که در دوم سپتامبر ۲۰۱۲ نامگذاری شد. این نامگذاری برای نخستین بار با آرای هواداران فوتبال برگزار شد. برای انتخاب نام توپ سه نام برازوکا، بوسانووا و کارناوالوسا کاندیدا بودند که در نهایت برازوکا با ۷۷٫۸٪ آرا اول، بوسا نوا با ۱۴٫۶٪ آرا دوم و کارناوالوسا با ۷٫۶٪ آرا سوم شدند.